# Hormoschista latipalpis
Hormoschista latipalpis là một loài bướm đêm trong họ Erebidae.